# Oloron-Sainte-Marie
Oloron-Sainte-Marie település Franciaországban, Pyrénées-Atlantiques megyében. Lakosainak száma 10 658 fő (2022. január 1.). Oloron-Sainte-Marie Agnos, Ance Féas, Arudy, Bidos, Buziet, Cardesse, Escot, Escout, Esquiule, Estos, Eysus, Goès, Gurmençon, Herrère, Ledeuix, Lurbe-Saint-Christau, Monein, Moumour, Ogeu-les-Bains, Précilhon, Bilhères, Ance és Féas községekkel határos.

## Népesség
A település népességének változása:
| Lakosok száma | 10 794 | 10 818 | 11 418 | 10 684 | 10 629 | 10 594 | 10 653 | 10 616 | 10 658 |
|               | 2013   | 2015   | 2016   | 2017   | 2018   | 2019   | 2020   | 2021   | 2022   |